# Darren Anderton
Darren Robert Anderton (Southampton, 3 de março de 1972) é um ex-futebolista inglês que atuava como meio-campista. 

## Carreira em clubes
Revelado pelo Itchen Saints (equipe que disputava a Southampton Tyro League), Anderton foi contratado em 1990 pelo Portsmouth, na época treinado por Alan Ball, Jr., campeão mundial pela Inglaterra em 1966. Ganhou notoriedade ao marcar um gol no empate por 2 a 2 com o Liverpool, em Anfield Road, pela FA Youth Cup.
Seu primeiro jogo como profissional foi contra o Cardiff City, pela Copa da Inglaterra, entrando no lugar de Darryl Powell, enquanto sua estreia na segunda divisão foi no empate sem gols com o Wolverhampton Wanderers. Suas atuações chamaram a atenção dos principais times da Inglaterra, e o Tottenham pagou 1,75 milhão de libras para contratar Anderton em 1992. Foi nos Spurs que o meio-campista se destacou, tendo atuado em 358 partidas oficiais (299 na Premier League, 28 pela Copa da Inglaterra e 31 pela Copa da Liga Inglesa) e marcando 48 gols. Durante sua passagem pelo Tottenham, chegou a recusar uma proposta do Manchester United, decisão que ele considerou "um erro".
Passou também por Birmingham City, Wolverhampton Wanderers e Bournemouth, onde encerrou sua carreira em 2008 - a aposentadoria do meio-campista foi em grande estilo: marcou um gol de voleio aos 88 minutos, que deu a vitória por 1 a 0 sobre o Chester City.

## Seleção Inglesa
Após defender a seleção Sub-21 da Inglaterra, Anderton fez sua estreia pelo time principal do English Team em março de 1994, num amistoso contra a Dinamarca, e marcou seu primeiro gol na segunda partida do meio-campista, contra a Grécia.
Fez parte do elenco inglês que disputou a Eurocopa de 1996 e a Copa de 1998, tendo marcado um gol, na vitória por 2 a 0 sobre a Colômbia. Embora tivesse atuado nas eliminatórias para a Eurocopa de 2000, Anderton não foi convocado pelo técnico Kevin Keegan. O último dos 30 jogos do meio-campista foi em novembro de 2001, no empate por 1 a 1 com a Suécia, e os problemas com lesões impediram que Anderton fosse convocado para a Copa de 2002.

## Jogos com a Seleção Inglesa
| Nº | Data                    | Competição                          | Local                   |            | Placar | Adversário     | Golos |
| -- | ----------------------- | ----------------------------------- | ----------------------- | ---------- | ------ | -------------- | ----- |
| 1  | 9 de março de 1994      | Amistoso                            | Londres (Inglaterra)    | Inglaterra | 1 – 0  | Dinamarca      |       |
| 2  | 17 de maio de 1994      | Amistoso                            | Londres (Inglaterra)    | Inglaterra | 5 – 0  | Grécia         | 1 (1) |
| 3  | 22 de maio de 1994      | Amistoso                            | Londres (Inglaterra)    | Inglaterra | 0 – 0  | Noruega        |       |
| 4  | 7 de setembro de 1994   | Amistoso                            | Londres (Inglaterra)    | Inglaterra | 2 – 0  | Estados Unidos |       |
| 5  | 15 de fevereiro de 1995 | Amistoso                            | Dublin (Irlanda)        | Inglaterra | 0 – 1  | Irlanda        |       |
| 6  | 29 de março de 1995     | Amistoso                            | Londres (Inglaterra)    | Inglaterra | 0 – 0  | Uruguai        |       |
| 7  | 3 de junho de 1995      | Amistoso                            | Londres (Inglaterra)    | Inglaterra | 2 – 1  | Japão          | 1 (2) |
| 8  | 8 de junho de 1995      | Amistoso                            | Leeds (Inglaterra)      | Inglaterra | 3 – 3  | Suécia         | 1 (3) |
| 9  | 11 de junho de 1995     | Amistoso                            | Londres (Inglaterra)    | Inglaterra | 1 – 3  | Brasil         |       |
| 10 | 18 de maio de 1996      | Amistoso                            | Londres (Inglaterra)    | Inglaterra | 3 – 0  | Hungria        | 2 (5) |
| 11 | 23 de maio de 1996      | Amistoso                            | Beijing (China)         | Inglaterra | 3 – 0  | China          |       |
| 12 | 8 de junho de 1996      | Campeonato Europeu                  | Londres (Inglaterra)    | Inglaterra | 1 – 1  | Suíça          |       |
| 13 | 15 de junho de 1996     | Campeonato Europeu                  | Londres (Inglaterra)    | Inglaterra | 2 – 0  | Escócia        |       |
| 14 | 18 de junho de 1996     | Campeonato Europeu                  | Londres (Inglaterra)    | Inglaterra | 4 – 1  | Países Baixos  |       |
| 15 | 22 de junho de 1996     | Campeonato Europeu                  | Londres (Inglaterra)    | Inglaterra | 0 – 0  | Espanha        |       |
| 16 | 26 de junho de 1996     | Campeonato Europeu                  | Londres (Inglaterra)    | Inglaterra | 1 – 1  | Alemanha       |       |
| 17 | 23 de maio de 1998      | Amistoso                            | Londres (Inglaterra)    | Inglaterra | 0 – 0  | Arábia Saudita |       |
| 18 | 27 de maio de 1998      | Amistoso                            | Casablanca (Marrocos)   | Inglaterra | 1 – 0  | Marrocos       |       |
| 19 | 15 de junho de 1998     | Copa do Mundo FIFA                  | Marselha (França)       | Inglaterra | 2 – 0  | Tunísia        |       |
| 20 | 22 de junho de 1998     | Copa do Mundo FIFA                  | Toulouse (França)       | Inglaterra | 1 – 2  | Romênia        |       |
| 21 | 26 de junho de 1998     | Copa do Mundo FIFA                  | Lens (França)           | Inglaterra | 2 – 0  | Colômbia       | 1 (6) |
| 22 | 30 de junho de 1998     | Copa do Mundo FIFA                  | Saint-Étienne (França)  | Inglaterra | 2 – 2  | Argentina      |       |
| 23 | 5 de setembro de 1998   | Eliminatórias do Campeonato Europeu | Stockholm (Suécia)      | Inglaterra | 1 – 2  | Suécia         |       |
| 24 | 10 de outubro de 1998   | Eliminatórias do Campeonato Europeu | Londres (Inglaterra)    | Inglaterra | 0 – 0  | Bulgária       |       |
| 25 | 14 de outubro de 1998   | Eliminatórias do Campeonato Europeu | Luxemburgo (Luxemburgo) | Inglaterra | 3 – 0  | Luxemburgo     |       |
| 26 | 18 de novembro de 1998  | Amistoso                            | Londres (Inglaterra)    | Inglaterra | 2 – 0  | Tchéquia       | 1 (7) |
| 27 | 10 de fevereiro de 1999 | Amistoso                            | Londres (Inglaterra)    | Inglaterra | 0 – 2  | França         |       |
| 28 | 2 de setembro de 2000   | Amistoso                            | Paris (França)          | Inglaterra | 1 – 1  | França         |       |
| 29 | 15 de novembro de 2000  | Amistoso                            | Torino (Itália)         | Inglaterra | 0 – 1  | Itália         |       |
| 30 | 10 de novembro de 2001  | Amistoso                            | Manchester (Inglaterra) | Inglaterra | 1 – 1  | Suécia         |       |

## Títulos
Tottenham
- Copa da Liga Inglesa: 1998–99